# Ann Smith
Marit Ann Birgitta Smith Hodell, född Smith 21 februari 1930 i Kungsholms församling, Stockholm, död 11 september 2018 i Strömstad, var en svensk författare.
Ann Smith växte upp i Strömstad, där hennes far var häradshövding, och hon studerade keramik vid Konstfackskolan i Stockholm 1951–1953. Hon är mest känd för sina erotiska kärleksdikter skrivna ur kvinnans perspektiv. Smith var engagerad i Författarcentrum och valdes 2017 till hedersmedlem i Författarcentrum Öst.
Från 1978 var hon gift med Åke Hodell.

## Priser och utmärkelser
- 1963 – Boklotteriets stipendiat
- 2007 – Samfundet De Nios Särskilda pris